# شاه عوضي (تخت بندر عباس)
شاه عوضي (بالفارسية: شاه عوضی) هي قرية تقع في إيران في قسم تخت الريفي. يقدر عدد سكانها بـ 130 نسمة بحسب إحصاء 2016.